# رامي أمان
رامي أمان هو صحفي وناشط سلام فلسطيني من قطاع غزة.

## النشاط
أسَّسَ رامي أمان في عام 2010 لجنة شباب غزة. منذ عام 2015 ومن خلال اللجنة، يُنظّم أمان محادثات فيديو بين الإسرائيليين و«نشطاء السلام الفلسطينيين» في قطاع غزة في مبادرة سمَّاها «سكايب مع عدوك» (بالإنجليزية: Skype With Your Enemy).

## الاحتجاز
بحلول السادس من نيسان/أبريل 2020 وخلال فترة جائحة فيروس كورونا، عقدت لجنة شباب غزة واحدًا من أكبر مؤتمرات الفيديو عبر برنامج زووم بمشاركة أكثر من 200 شخص. شارك خلال المؤتمر الافتراضي عددٌ من الأشخاص بما في ذلك معارضو تطبيع العلاقات مع إسرائيل وهو ما أحدثَ ضجّة عامَّة دفعت حركةَ حماس إلى اعتقال أمان والعديد من المشاركين في المكالمة عبر زووم. في الواقع لقد سلَّم رامي أمان نفسه في التاسع من نيسان/أبريل 2020 في مقر الأمن الداخلي في مدينة غزة، ولم يُسمع عنه أيُّ خبرٍ منذ ذلك الحين.
بحلول التاسع من أيلول/سبتمبر 2020، قدَّم ائتلافٌ من 70 منظمة غير حكومية شكوى إلى فريق الأمم المتحدة المعني بالاحتجاز التعسفي بخصوص احتجاز أمان وطالبَ بالإفراج عنه. ذكرت صحيفة نيويورك تايمز في الرابع والعشرين من أيلول/سبتمبر 2020 أنّ «المدعين العسكريين» لحركة حماس في غزة اتهموا أمان واثنين من «نشطاء السلام الفلسطينيين» الآخرين بـ «إضعاف الروح الثورية» لدورهم في تنظيم مكالمة الفيديو في نيسان/أبريل 2020 مع الإسرائيليين.

## الإفراج
أصدرت المحكمة العسكرية بغزة يوم الإثنين الموافق للسادس والعشرين من تشرين الأول/أكتوبر 2020 قرارًا بالإفراج عن رامي أمان وشخصَيْن آخرين بعدما قضى الثلاثة مدة محدّدة في السجن على التهمة التي اتُهموا بها.